# Bureau des Nations unies pour le sport au service du développement et de la paix

Logo

Le Bureau des Nations unies pour le sport au service du développement et de la paix (United Nations Office on Sport for Development and Peace, UNOSDP) a pour mission, depuis 2001, de coordonner les efforts du système des Nations unies visant à promouvoir le sport comme un outil de développement et de paix. Le sport en effet considéré depuis longtemps par l’Onu comme un instrument puissant permettant d’atteindre les Objectifs du Millénaire pour le développement, adoptés en 2000. L’Organisation des Nations unies reconnaît que le sport peut contribuer à l’amélioration de la santé publique, à la réduction de la pauvreté, à la résolution des conflits, à l’éducation, à créer un environnement stable, à consolider la paix et à lutter contre le VIH/sida. Le bureau principal est basé à Genève. Un bureau de liaison existe également à New-York.
Cette agence des Nations unies a été dissoute le 4 mai 2017.

## Le Sport au sein des Nations unies
Le sport est utilisé depuis de nombreuses années par l’Onu comme une composante à part entière dans la coopération pour le développement, la résolution des conflits et l’aide humanitaire. Récemment, les programmes de fonds l'Onu, ainsi que les agences spécialisées ont reconnu l'impact que le sport peut avoir pour atteindre leurs objectifs, en particulier ceux du Millénaire du développement.
Plus de 75 athlètes ont été désignés comme « Ambassadeur » pour l'ONU.
En mars 2003, un Groupe de Travail Inter-Agence de l'Onu a publié le rapport intitulé : « Le sport au service du développement et de la paix : Atteindre les objectifs du Millénaire du développement. » Ce rapport explique comment le monde du sport représente un outil efficace pour atteindre les objectifs.
Depuis 2003, l'Assemblée Générale de l'ONU a adopté une résolution sur le sport comme un moyen de promouvoir l'éducation, la santé, le développement et la paix.
2005 a été désignée Année Internationale du Sport et de l'éducation physique. Durant cette année, l'éducation physique et le sport ont été admises comme composantes essentielles aux efforts du monde pour atteindre les objectifs du Millénaire pour le développement.
Tout au long de 2005, 70 pays ont identifié des comités nationaux pour coordonner et implanter différents projets. Plus de 20 conférences internationales ont eu lieu dans ce cadre. Plus de mille initiatives ont renforcé le rôle du sport dans le développement et la paix.
Les organisations sportives, les athlètes, les organisations multilatérales, les Nations unies, les gouvernements, la société civile, les secteurs privés et les médias ont coopéré pour permettre à ces projets de voir le jour.
Le sport est un langage universel, un mode de vie, qui permet de créer des ponts entre les différences sociales, religieuses et de genre, contribuant donc à maintenir la paix.

## Conseiller Spécial du Secrétaire Général pour le sport au service du développement et de la paix
Wilfried Lemke est depuis mars 2008 le Conseiller spécial du Secrétaire général des Nations unies pour le sport au service du développement et de la paix. Il a été nommé par le Secrétaire général Ban Ki-moon. Il remplace Adolf Ogi, ancien Président de la Confédération suisse, et Conseiller spécial de 2001 à 2007.
M. Lemke possède plus de 25 ans d’expérience dans les milieux du sport et de la vie politique. De 1999 à 2008, il a successivement occupé les postes de Sénateur de l’Education et des Sciences de l’État de Brême, en Allemagne, et de Sénateur des Affaires intérieures et des Sports. Il a également été manager du Werder Brême, club de football de Première division allemande, pendant 18 ans.
M. Lemke est diplômé de l’université de Hambourg en sciences du sport et de l’éducation. Il est né le 19 août 1946. Il est marié et a quatre enfants.

## Le rôle du Conseiller Spécial
Le Conseiller spécial a pour mission de conduire et coordonner les efforts du système des Nations unies afin que le sport soit perçu et promu comme un outil de paix et de développement. Il a également pour rôle de favoriser le dialogue, la collaboration et les partenariats dans ce domaine.
À ce titre, le Conseiller possède trois rôles principaux :
Il est un défenseur en ce sens qu’il s’attache à promouvoir, dans le monde entier, le sport comme un outil permettant de contribuer à atteindre les Objectifs du Millénaire pour le développement. Il met donc en avant la précieuse contribution du sport à l’éducation, à l’égalité des sexes, à la réduction de la pauvreté, à la prévention du VIH/Sida et d’autres maladies, à la protection de l’environnement, etc.
Il est un facilitateur en ce sens qu’il favorise la collaboration et le dialogue entre l’ONU, les États Membres, la société civile, les fédérations sportives internationales et les médias autour de la thématique dont il est responsable.
Il est un représentant des Nations unies et de leur Secrétaire général, BAN Ki-moon, lors de ces nombreuses missions à l’étranger et lors de manifestations sportives internationales.

## Les objectifs du mandat de Conseiller spécial
- Sensibiliser les organisations, l’Onu, la société civile à l’efficacité du sport comme instrument aidant à atteindre les objectifs de paix et de développement.
- Mener et coordonner les efforts de l’Onu visant à mettre en avant le sport comme un outil précieux pour atteindre la paix et le développement.
- Promouvoir la pratique régulière du sport pour améliorer l'éducation, la santé et le développement, ainsi que pour favoriser la compréhension, la paix et la tolérance.
- Encourager la collaboration et les partenariats sportifs pour le développement et la paix entre les nombreux acteurs précités.
- Lutter pour que le sport soit pris en compte dans l’agenda du développement, et que la perspective sociale et humanitaire soit prise en compte dans les politiques sportives.
- Garantir le respect des traditions et des cultures, et veiller à ce que les principes des droits de l'homme soient respectés, en particulier les droits de l'enfant et de la jeunesse.
- Veiller à la tenue d’études et d’analyses, afin d’attester de la contribution du sport au progrès humain et d’identifier les difficultés rencontrées par les différents acteurs en vue d’y remédier.

## Les objectifs du Millénaire pour le développement
En septembre 2000, au Sommet du millénaire, les États Membres de l’Onu se sont mis d’accord sur huit objectifs à atteindre d’ici 2015 dans le cadre du Millénaire pour le développement (OMD).
Ces objectifs sont les suivants :
- réduire l'extrême pauvreté et la faim,
- assurer l'éducation primaire pour tous,
- promouvoir l'égalité des sexes et l'autonomisation des femmes,
- réduire la mortalité infantile,
- améliorer la santé maternelle,
- combattre le VIH/sida, la paludisme et d'autres maladies,
- assurer un environnement durable,
- mettre en place un partenariat mondial pour le développement.